# 4988 Чушуго
4988 Чушуго (4988 Chushuho) — астероїд головного поясу, відкритий 6 листопада 1980 року.
Тіссеранів параметр щодо Юпітера — 3,490.